# 비자드

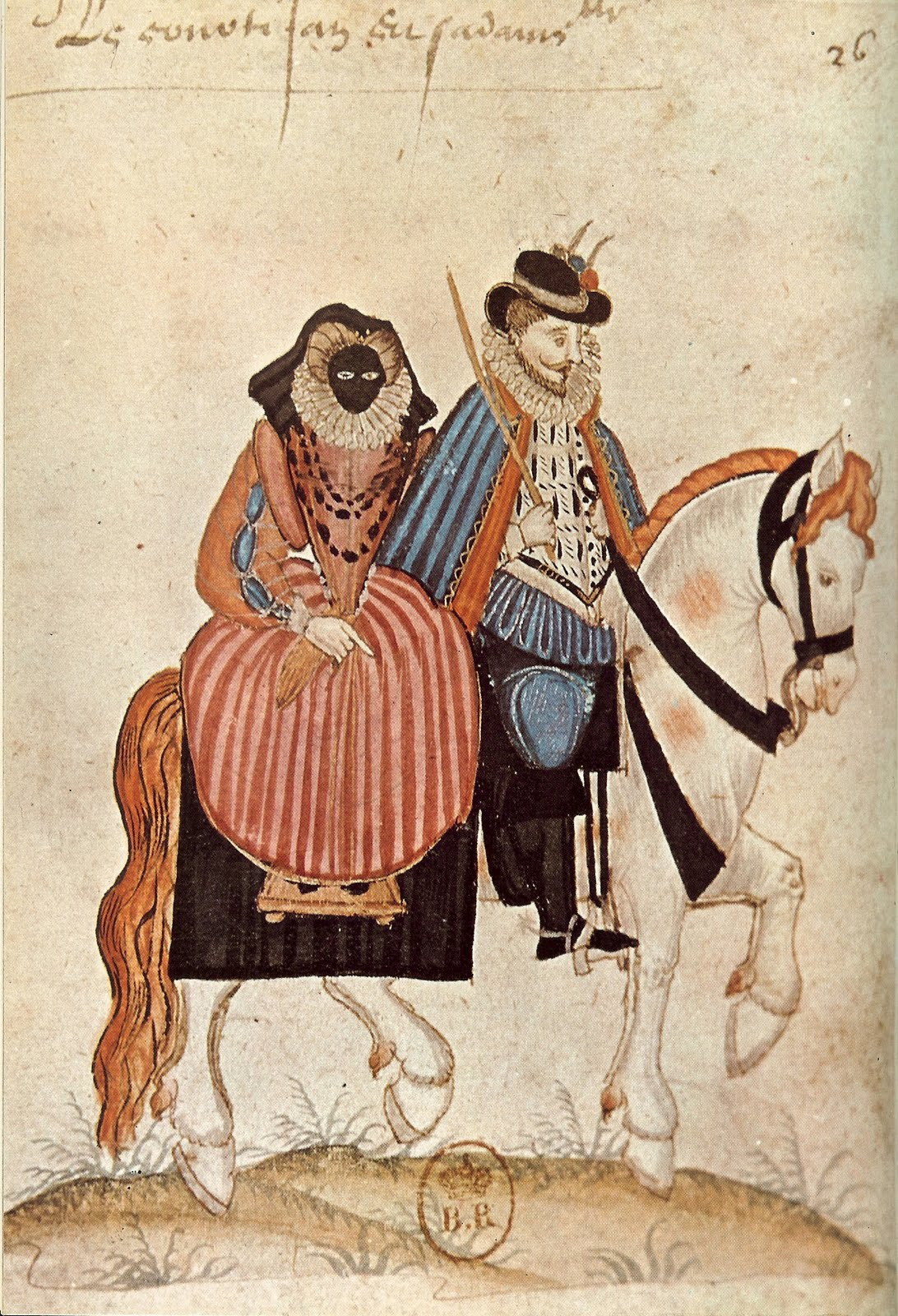
남편과 함께 말을 타는 16세기 여성이 비자드를 쓰고 있다.

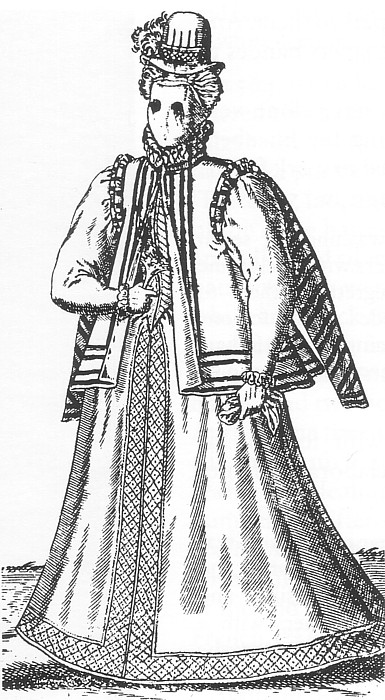
1581년 에이브러험 드 브륜이 새긴 판화의 비자드를 쓴 여성.

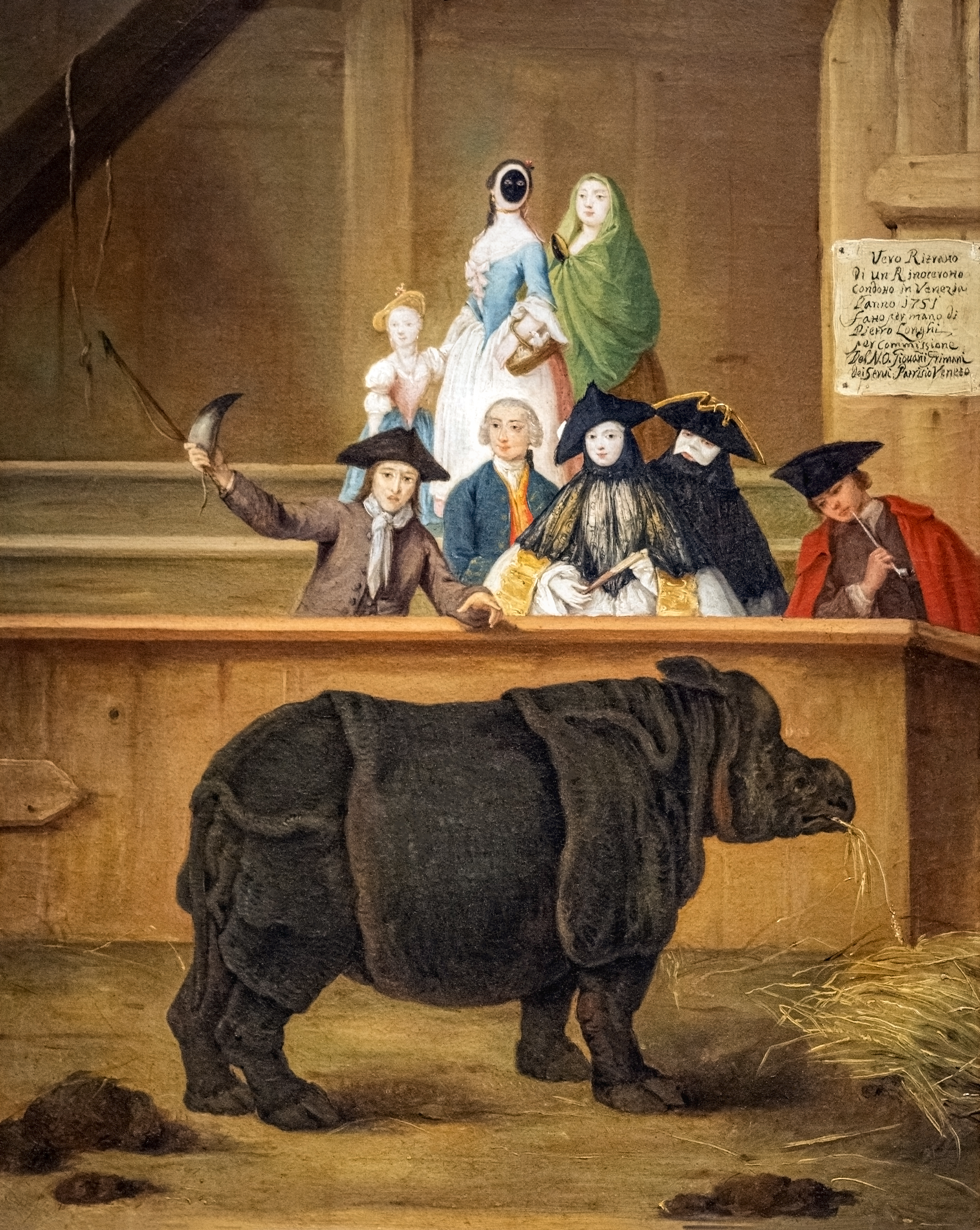
1751년 피에트로 롱기의 그림에 등장하는 모레타 무타를 착용한 여성

비자드(visard, 또는 vizard)는 검은 우단으로 된 타원형 가면으로, 16세기에 여행하는 여성들이 햇볕에 피부가 타는 것을 막기 위하여 착용하였다. 그 시대 부유한 여성들은 피부를 창백하게 유지하는 것이 유행이었는데, 햇볕에 탄 피부는 야외에서 일을 하는 가난한 사람임을 암시하기 때문이었다. 어떤 종류의 비자드는 고정 장치나 리본 끈으로 고정하는 대신, 착용자가 마스크 안쪽에 달린 구슬을 이 사이에 물고 착용하는 방식이었다.
비자드를 쓰는 관행은 동시대의 논쟁에서 발췌한 다음과 같이 보편적인 인정에 도달하지 못하였다.
그들은 외지에서 말을 탈 때, 우단으로 만든 얼굴 가리개를 가지고 있다 ... 그것을 가지고 얼굴 전체를 가리고, 눈 쪽에 구멍을 내고, 밖을 내다보는데 이전에 그들의 겉모습을 보지 못했던 사람이 그들 중 한 명을 우연히 보게 되면, 괴물이나 악마를 만났다고 생각했을 것이다. 그는 안경을 쓰고 있는 눈 쪽의 넓은 두 구멍 외에는 얼굴에서 아무 것도 볼 수 없다.— 필립 스텁스, 《남용의 해부학》(Anatomy of Abuses, 1583년)

영국 대번트리에 위치한 16세기 건물 벽 내부에서 발견된 비자드.
베네치아에서는 비자드가 입구멍이 없는 디자인인 모레타로 발전하였고, 이 사이에 구슬이 아닌 단추를 물었다. 이 가면을 쓰면서 말을 하지 못하게 한 것은 의도적인 것으로, 가면을 쓴 여자의 수수께끼를 한층 더 고조시키기 위한 것이었다.
1590년대 스코틀랜드에서 덴마크의 앤은 승마를 할 때 가면을 썼다. 가면은 호박단으로 안감을 댄 검은색 새틴으로 마감되었으며, 고정과 장식을 위한 용도로 피렌체 리본이 달려있었다. 1603년 왕관 연합에서 그는 6월에 잉글랜드로 여행을 갔고, 그가 "이 모든 여행에서 가면을 쓰지 않았기 때문에" 안색에 "어떤 잘못"을 저질렀다고 전해진다. 1620년 변호사이자 궁정인 존 코크는 런던에서 무치 마클에 있는 아내에게 자녀들을 위한 옷들을 보내며 새틴 마스크와 두 개의 녹색 마스크를 함께 보냈다.

## 참고 문헌
- Elgin, Kathy (2005). 《Elizabethan England》. Infobase Publishing. 38쪽. ISBN 9781438121239.
- Holme, Randal (1688). 《The Academie of Armorie》. A mask [is] a thing that in former times Gentlewomen used to put over their Faces when they travel to keep them from Sun burning... the Visard Mask, which covers the whole face, having holes for the eyes, a case for the nose, and a slit for the mouth, and to speak through; this kind of Mask is taken off and put in a moment of time, being only held in the Teeth by means of a round bead fastened on the inside over against the mouth.
- “Mask”. Portable Antiquities Scheme. 2010.
- Steward, James Christen; Knox, George (1996). 《The mask of Venice: masking, theater & identity in the art of Tiepolo & his time》. Berkeley Art Museum and Pacific Film Archive. ISBN 9780295976112.